# بخش اماسکا
بخش اماسکا (به اسپانیایی: Amashca District) یک سکونتگاه مسکونی در پرو است که در ناحیه انکاش واقع شده‌است.

## خصوصیات
بخش اماسکا ۱۱٫۹۹ کیلومترمربع مساحت و ۱٬۷۴۵ نفر جمعیت دارد و ۲٬۸۵۰ متر بالاتر از سطح دریا واقع شده‌است.